# Zeugophora williamsi
Zeugophora williamsi is een keversoort uit de familie halstandhaantjes (Megalopodidae). De wetenschappelijke naam van de soort werd in 1989 gepubliceerd door Reid.